# Rudolf Kohl
Rudolf Kohl (* 10. Januar 1895 in Neustadt an der Haardt; † 8. August 1964 in Hofstetten) war ein deutscher Politiker (KPD). Ab 1946 war er bis 1948 Arbeitsminister des Landes Württemberg-Baden und gehörte bis 1950 dem württemberg-badischen Landtag an. Von 1950 bis 1953 war er Mitglied des Deutschen Bundestags.

## Werdegang
Nach dem Ersten Weltkrieg war Kohl in seinem erlernten Beruf als Schriftsetzer tätig. 1918 wurde er Mitglied der USPD, 1923 der KPD. Von 1924 bis 1929 war er deren Vertreter in der Stadtverordnetenversammlung in Leipzig. Ab 1928 war er aus politischen Gründen arbeitslos. Erst 1936 wurde er als kaufmännischer Angestellter beschäftigt. 1941 ging er nach Essen und 1942 nach Mannheim zur Stahlwerk Mannheim AG, wo er nach dem Zweiten Weltkrieg Personalreferent wurde.
1945 war Kohl in Mannheim Leiter des städtischen Wohnungsamtes und für die KPD Mitglied des Mannheimer Beirats. Ab dem 1. Februar 1946 war er Mitglied der Vorläufigen Volksvertretung für Württemberg-Baden und wurde im Juni 1946 über den Wahlkreis 16 (Heilbronn) in die Verfassunggebende Landesversammlung gewählt. Im November 1946 erfolgte seine Wahl als Abgeordneter in den Landtag von Württemberg-Baden, dem er bis zu seiner Mandatsniederlegung am 15. März 1950 angehörte.
Vom 16. Dezember 1946 bis zum 27. Juli 1948 gehörte er in der Allparteienregierung Württemberg-Badens als Arbeitsminister den Kabinetten von Ministerpräsident Reinhold Maier an. Nach der Entlassung von Willy Feller als Wiederaufbauminister in Rheinland-Pfalz am 7. April 1948 war Kohl der letzte KPD-Minister in Westdeutschland. Nachdem er auf der Mai-Kundgebung in Stuttgart gefordert hatte, den Betriebsräten die gleichen Einflussrechte auf das Unternehmen zu geben wie den Betriebsinhabern, nahm die Kritik an ihm zu, was letztlich auch zu seiner Entlassung aus dem Amt führte.
Dem Deutschen Bundestag gehörte er seit dem 26. Januar 1950, als er für Robert Leibbrand nachrückte, bis zum Ende der ersten Legislaturperiode 1953 an.
Kohl kandidierte bei der Oberbürgermeisterwahl in Stuttgart am 10. Januar 1954, unterlag jedoch dem parteilosen Amtsinhaber Arnulf Klett deutlich.